# 体内異物免疫反応
体内異物免疫反応（たいないいぶつめんえきはんのう）は、豊胸バック等の美容整形手術、人工関節等の全ての体内異物に関連する英語圏で10万人以上が訴え続けてきた体内異物に関連する一連の体調不良の症状の総称。
異物の種類、シリコンや材質、固形や液体等の形態を問わない。これらの免疫反応と体調不良は全ての体内異物に報告されている。
医療関係者は体内の異物がこの一連症状を引き起こすことを認識していない。
多くの症状は客観的な検査結果で異常が見られないため、通常医療機関ではこの一連症状は「本人の思い込み」「身体表現性障害」と診断を受けやすく、客観的に検査に表れる症状に関しては内分泌や神経疾患等、別の疾患の誤診を受け続ける傾向にある。この疾患に悩む多くの患者は医療関係者から「これらの症状は異物とは関係がない」と言われ続けたり、似ている症状の別の疾患の誤診を受け関係のない治療を受け続ける傾向にある。
これらの体調不良を引き起こす異物箇所は腫れていたり血液検査や外観の問題は見られない。またシリコン等の体内異物は経年劣化する傾向にあり10年以上の年月が経った後に発症する事例の報告もある。
英語圏では同一症状を訴える患者が10万人以上報告されおり、また10万人以上の患者が除去手術の後に症状が改善されていくことを報告している。30個以上の一連の症状を10万人以上が偶然同じ様に発症し除去手術の後に改善していくことは多くの医療関係者が主張する「偶然の一致」「思い込み」「精神疾患」であるとは考えにくいとの意見もあるが。プラセボ効果で疾患が発症・改善する事実との関係は実証されていない。
豊胸手術を行う人口の多い英語圏ではBreast Implant Illness と呼ばれている。アメリカの患者団体が啓発活動を行っている。

## 症状の一覧[6]
- 極度の疲労感
- 頭がぼーっとする、物忘れ、認知障害
- 筋肉痛、筋肉の虚弱
- 首、肩、背中、腰、膝、手/足の関節痛
- 薄毛、髪の乾燥
- 肌の早期老化
- 皮膚のかゆみ、多種多様な皮疹
- 体重の問題
- 炎症
- 不眠症、睡眠の質の低下、（それに伴う過眠も含む）
- ドライアイ、視力低下
- 甲状腺機能低下
- 副腎疲労
- 副甲状腺の疾患
- ホルモンの消失、早期閉経、早期更年期障害、子宮摘出
- 性欲減退
- 全てに関して治癒が遅く、痣が出来やすい
- 運動後の回復が遅い
- めまい
- 頭痛、片頭痛、眼性片頭痛
- 咳払い、咳、飲み込みづらい、息苦しい
- 胃酸逆流炎
- 吐き気、胃炎、リーキーガット、SIBO
- 過敏性腸症候群
- 熱、寝汗、暑さに耐えられなくなる
- 絶え間無く細菌やウイルスへの感染が起きる
- 尿路感染症、間質性膀胱炎
- イースト菌、カンジダ菌、真菌、感染症、真菌性副鼻腔炎（真菌）
- 耳鳴り
- 金属の味がする
- 食べ物への不耐症とアレルギーが突然起こる
- 動悸、心拍数の変化、心臓痛
- 血圧の問題
- 胸部と腋の下のリンパ節の腫れと痛みと感覚過敏
- 特に思い当たる原因がないのに脱水症状の発作が起こる
- 頻尿
- 手足の痺れやヒリヒリ感
- 冷たく、変色した手や足
- 胸部の不快感、息切れ、息が短くなる。
- インプラントの周りや、腋の下の痛みや熱感
- 肝臓の問題
- 腎臓の問題
- 胆嚢の問題
- 膵炎
- 鬱、不安症、パニック障害
- 死ぬのではないかと感じる
- 線維筋痛症の症状または診断
- EBVの症状または診断
- ライム病の症状または診断
- 自己免疫疾患の症状または診断:
  - レイノー現象、橋本病、アジソン病、グレーブス病（バセドウ病）、関節リウマチ、強皮症、ループス(全身性エリテマトーデス)、シェーグレン症候群、特定できない結合組織疾患、POTS （体位性頻脈症候群）、強直性脊椎炎、多発性硬化症、その他
- 豊胸インプラント関連未分化大細胞型リンパ腫(BIA-ALCL) の症状や診断:
  - 豊胸インプラント関連性B細胞リンパ腫、豊胸インプラント関連性扁平上皮癌
- 豊胸インプラントに関連するとして知られている癌の症状または診断:
  - 黒色腫、脳の癌、骨髄腫、呼吸器の癌、多種多様な乳癌、多種のリンパ腫、多種多様な癌腫や肉腫

## その他
- 通常の大学病院等では「身体表現性障害」等、精神疾患の誤診を受け続ける。「医療機関を受診し続け、体調不良の原因を探し続け、意味のない誤診を受け続け、時間を無駄にするよりも除去手術を行うべきである」と推奨されている。[7]
- 国立研究開発法人国立神経精神医療研究センター免疫研究部等の免疫を専門にする医療機関の受診を検討するべきである。
- 多くの治療法は保険が効かないため、治療には重金属除去、分子整合栄養学等を専門にした保険外の医療機関の受診を検討する必要がある。
- 2020年9月1日　日本テレビ　ザ！世界仰天ニュース　で　ビューティの闇「植毛で謎の体調異変！」のVTRの中で自毛植毛手術の後に原因不明の体調不良に襲われ歩けなくなった女性が患っていた症状である。

## 生得的

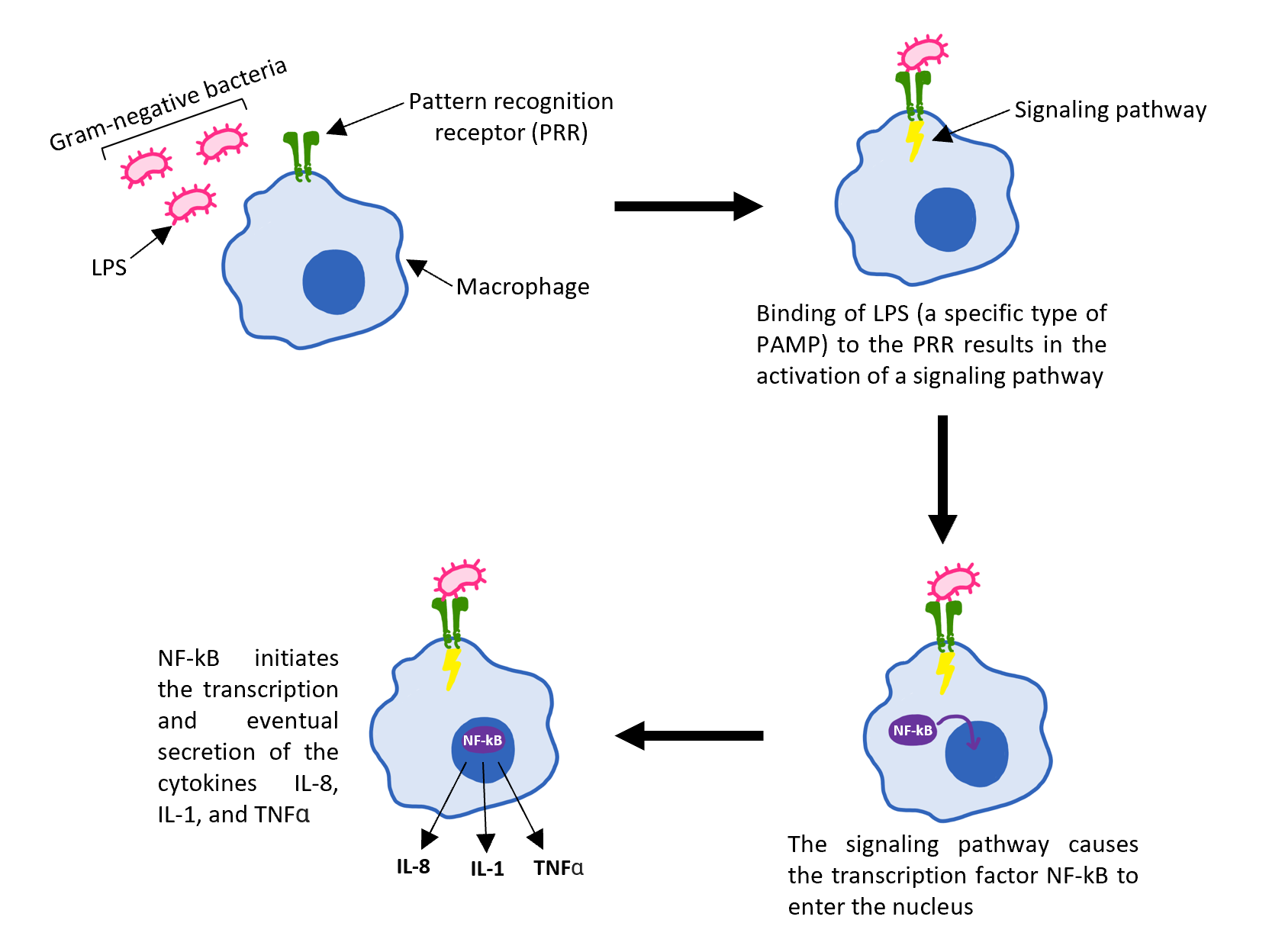
グラム陰性菌の侵入に対する自然免疫応答

## 適応

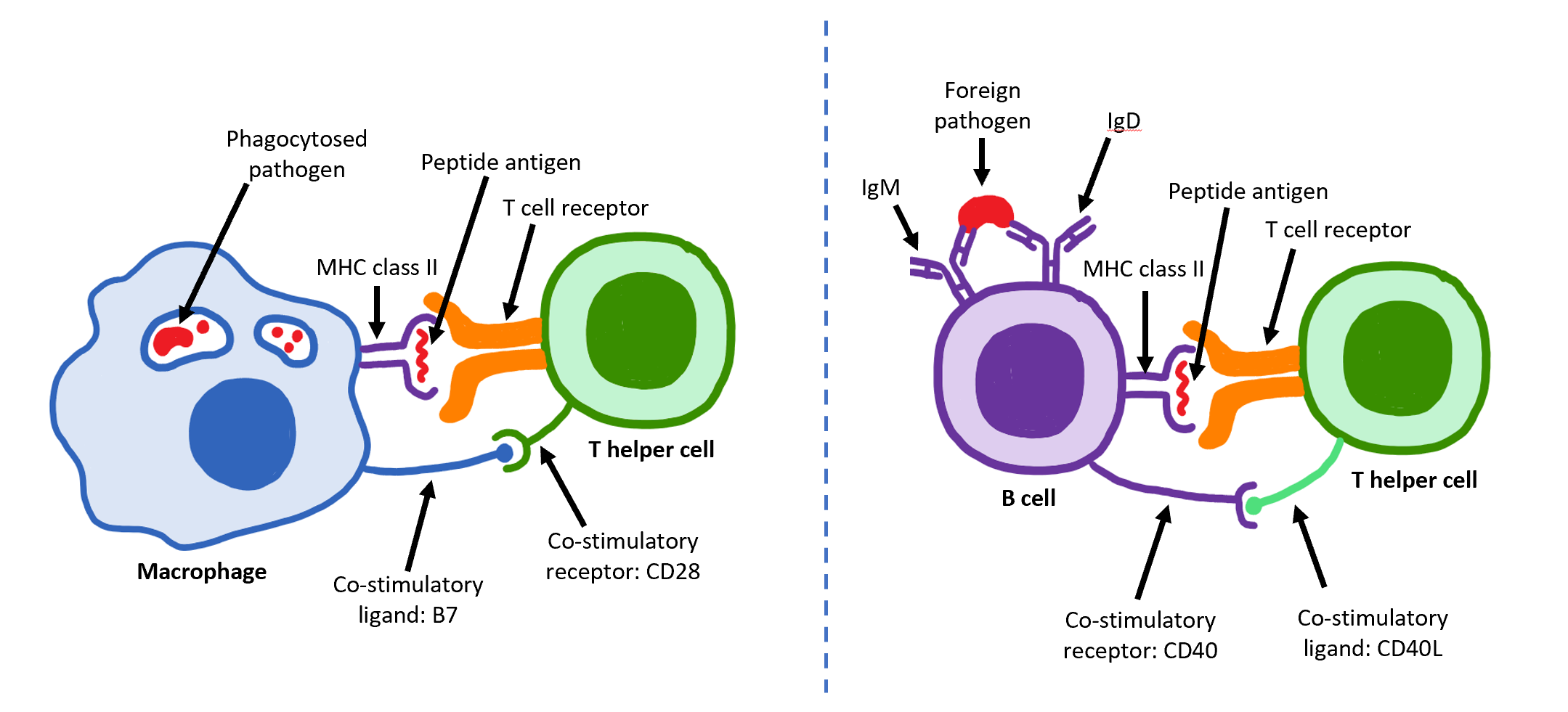
MHCペプチド提示と共刺激リガンド/受容体結合

## 専用解説サイト
- 体内異物に関連する体調不良　日本語のページ
- Breast Implant Illness　アメリカの専用サイト
- Healing Breast Implant Illness　アメリカの患者団体

## 引用文献
1. ↑  admin. “Symptoms” (英語). Breast Implant Illness. 2020年8月31日閲覧。
2. ↑  “WELCOME ~ Healing Breast Implant Illness ~ A source of support” (英語). Healing Breast Implant Illness. 2020年8月31日閲覧。
3. ↑  “BREAST IMPLANT ILLNESS SYMPTOMS” (英語). Healing Breast Implant Illness. 2020年8月31日閲覧。
4. ↑  admin. “Symptoms” (英語). Breast Implant Illness. 2020年8月31日閲覧。
5. ↑  “BREAST IMPLANT ILLNESS SYMPTOMS” (英語). Healing Breast Implant Illness. 2020年8月31日閲覧。
6. ↑  “Breast Implant Illness - Symptoms, Explant, Surgeons, Detox” (英語). Healing Breast Implant Illness. 2020年8月31日閲覧。
7. ↑  “WELCOME ~ Healing Breast Implant Illness ~ A source of support” (英語). Healing Breast Implant Illness. 2020年8月31日閲覧。